# 태민
태민(본명: 이태민, 한자: 李泰民, 1993년 7월 18일 ~ )은 대한민국의 가수로 남성 그룹 샤이니의 메인댄서, 보컬이다. 또한 SuperM에서는 리드보컬과 메인댄서 그리고 센터를 담당하고 있다. 약 3년간의 연습생 기간을 거친 후, 그룹 샤이니의 멤버로 데뷔하였다.
2014년 8월, 데뷔 6년 만에 솔로 가수로 데뷔를 하면서 첫 미니앨범 《Ace》를 선보였다 이 엘범은 빌보드 월드앨범 차트 2위에 오르고 공중파 주요 음악방송에서 1위를 싹쓸이 하는 등 성공적인 솔로 데뷔를 보여주었다.
2016년, 다음 발표한 첫 번째 정규앨범 《Press It》에서 약 7만2천장의 앨범 초동 판매량을 기록하며 역대 남자 솔로 앨범 판매 1위를 차지했다. 이후, 일본에서도 미니앨범 “さよならひとり(Sayonara Hitori)”로 성공적으로 데뷔하였고 두 번째 미니앨범 "Flame of Love"를 발표하면서 해외로 솔로로서의 입지를 넓혔다.
2017년에는 그의 첫 솔로 콘서트 개최와 두 번째 정규앨범 "MOVE"를 발표하면서 전세계로 무브병을 전파하며 활발한 솔로 활동을 이어나갔고 퍼포형 솔로 남자가수로서 입지를 다졌다. 2019년에는 두 번째 미니앨범 ‘원트(WANT)’가 발매되었다.
한터차트에 따르면 미니앨범 '원트'의 음반 판매량(초동)은 총 8만 5천여 장인 것으로 전해졌다.
2020년에는 세 번째 정규앨범 'Never gonna dance again'이 발매되었다. 세 번째 정규앨범은 프롤로그-Act1-Act2 로 나눠 총 하나의 디지털 싱글과 2개의 음반을 발표하였으며 정규 3집은 판매량이 약 30만장 인것으로 전해졌다. 2021년 5월 31일 대한민국 육군 군악대로 입대하였다. 하지만 2022년 1월 공황장애와 우울증 악화로 사회복무요원으로 전환됐다. 종교는 천주교이며 명지대학교에서 학사로써 졸업하게 된 졸업생이다. 서울특별시 도봉구 출신의 가수이다.

## 생애 및 경력

### 1993-2013: 연습생 시절과 샤이니 데뷔
태민은 1993년 7월 18일 서울특별시 도봉구에서 2남 중 막내로 태어났다. 그는 어린 시절에 마이클잭슨의 뮤직비디오를 접한 후 춤에 관심을 갖게 되었다고 했으며, 2005년 SM 토요 공개 오디션을 통해 연습생으로 선발되었다. 이후, 2007년 중국 북경으로 어학연수를 다녀왔고 신방학중학교를 다니던 중 가수 데뷔를 앞두고 청담중학교로 전학을 하였다.
3년 동안의 연습기간을 거쳐, 2008년 5월 25일 《SBS 인기가요》에서 ‘누난 너무 예뻐’를 선보이며 16살이란 어린 나이에 샤이니로 데뷔하였다. 당시, 태민은 SM이 야심차게 선보이는 중학생 춤짱으로 소개될 만큼 어린 나이에 놀라운 춤 실력을 소유하고 있었다. 샤이니는 ‘누난 너무 예뻐’뿐만 아니라 ‘산소 같은 너’와 ‘아.미.고’로 활동을 이어나갔고 《싸이월드 디지털 뮤직 어워드》, 《Mnet 20's Choice》, 《대한민국 연예예술상》, 《M.net KM Music Festival》, 《골든 디스크》 등에서 약 10여개의 신인상을 휩쓸며 연하남 컨셉으로 많은 인기를 얻었다.

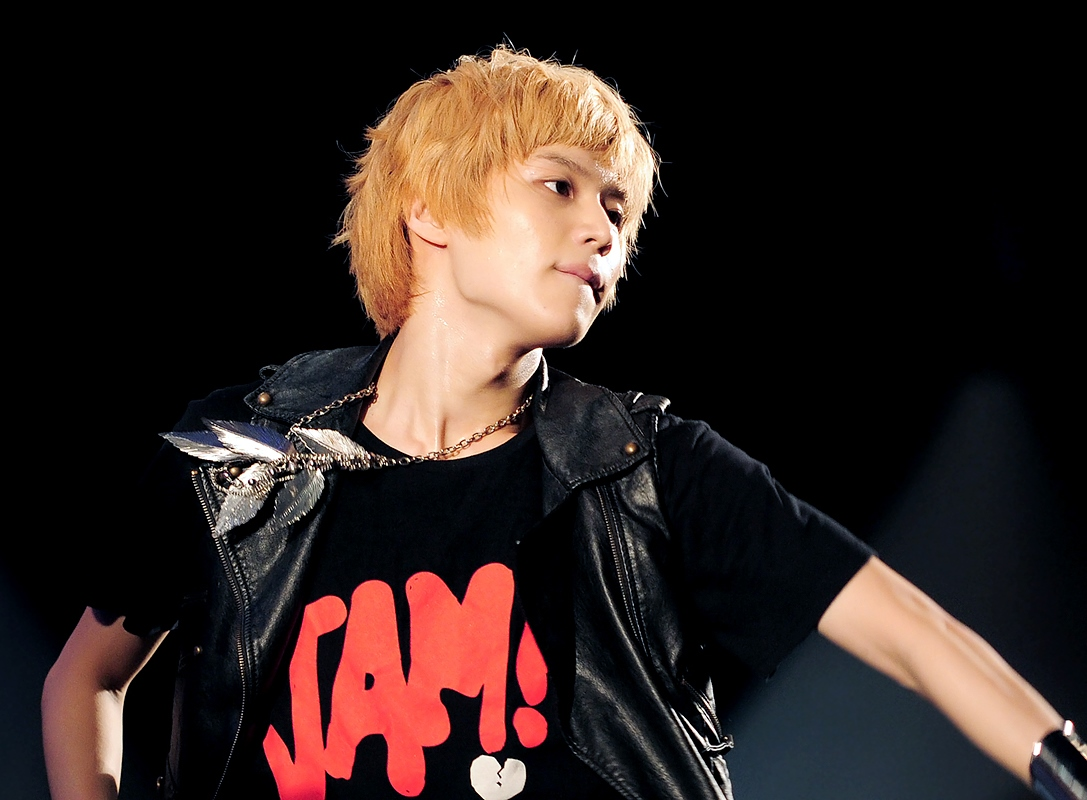
2011년 8월 사천세계타악축제에서 태민

2009년 샤이니가 미니앨범 2집 《ROMEO》로 활동을 하고 있을 때 태민은 MBC 일일시트콤 《태희 혜교 지현이》에서 엄친아 준수 역을 맡아 연기 활동에 도전하였다. 그 해 그는 청담고등학교에 입학을 했고 이후, 2011년에 원활한 연예계 활동을 위해 한림연예예술고등학교 3학년으로 편입을 하였다. 또한 샤이니의 일본 진출 준비와 잦은 해외활동으로 인해 대학수학능력시험을 볼 충분한 준비가 되어있지 않다고 판단해 시험 응시를 포기했다.
일본 활동으로 한국에서 1년 6개월의 긴 공백기를 가진 샤이니는 정규앨범 2집 리팩키지 《HELLO》 활동 이후, 4집 미니앨범 《Sherlock》를 2012년에 발표했다. 태민은 드라마에 이어 애니메이션 《코알라 키드 : 영웅의 탄생》의 주인공 쟈니 역을 더빙을 하였고 KBS 예능 《불후의 명곡 - 전설을 노래하다》에 출연해 4개월 동안 그 만의 색깔로 퍼포먼스와 가창력이 돋보이는 무대를 선보이며 춤 이외에도 보컬로서의 역량 역시 높게 평가받았다. 또한 SBS 수목드라마 《아름다운 그대에게》 OST에 참여함으로써 처음으로 그 만의 목소리가 담긴 음원이 발매되면서 그룹의 활동뿐만 아니라 개인 활동의 영역을 넓혀 나갔다.
|  |  |

2013년 4월 에이핑크 손나은과 함께 《우리 결혼했어요》에 출연해 약 10개월간 가상 부부로 출연했다. 출연 당시 역대 최연소 커플로 화제가 되었으며, 이 프로그램을 출연하면서 《MBC 방송연예대상》 올해의 스타상을 수상하기도 했다. 한편, 태민은 이전에 대학수학능력시험을 포기했었지만 2013년에 명지대학교 뮤지컬공연전공으로 입학을 하게 되고 현재 재학 중이다.

### 2014-2015: 첫 솔로 가수로서의 도전
|  |  |

SM엔터테인먼트 이수만 회장은 “노래 실력이 늘은 것 같으니 노래를 몇 개 녹음해서 가져와봐라”라고 태민에게 권유했다. 그 후, 그는 2014년 8월에 샤이니 내에서 첫 솔로로 미니앨범 1집 《ACE》를 발표하며 데뷔를 하였다. 앨범을 발표하자마자 가온차트 앨범 부문에서 연속 2주 1위와 미국 빌보드 월드 앨범 차트에서 2위를 기록하는 동시에 타이틀 곡 ‘괴도’는 지상파에서 1위를 수상하며 성공적인 솔로 데뷔를 했다. 샤이니 멤버로 보여줬던 이미지와는 다른 매력으로 선보이며 평론가들에게 “현재 수준의 케이팝이 마이클 잭슨의 정체성과 결합된 최적의 결과물에 가깝다”라는 평을 받았다. 또한 《골든디스크》 음반부문 인기상, 음반부문 본상과 《하이원 서울가요대상》 하이원 인기상을 수상했다.

### 2016: Press Your Number, 일본 솔로 진출
|  |  |

2016년 2월, 첫 번째 정규앨범 《Press It》를 발매하게 된다. 타이틀곡은 ‘Press Your Number’로 브루노 마스와 협업한 노래이다. 원래는 수록곡 'Drip Drop'이 타이틀곡으로 선정이 되었으나, 뮤직비디오 촬영 당일 ‘Press Your Number’로 변경되면서 앨범을 발매하게 되었다. 또한, 처음으로 ‘Soldier’라는 곡을 통해 단독 작사에 참여하여 군인에 빗대어 사랑하는 사람을 기다리는 애절한 마음을 표현하였다. 그는 지상파와 공중파 음악방송에서 1위를 거머쥐었을 뿐만 아니라 약 7만2천장의 앨범을 판매하여 역대 남자 솔로 앨범 판매 1위를 차지하였다. 이를 통해 가온 앨범 주간 차트 1위와 빌보드 월드 앨범 차트 2위를 기록했다. 또한, 유튜브 ‘K-POP 뮤직비디오 차트 TOP 20’에서 1위, 빌보드가 집계한 전 세계에서 가장 많이 본 케이팝 뮤직비디오 2, 3위를 등극하는 등 그 만의 독자적인 퍼포먼스를 보여주어 대중들을 사로잡았다. 활동을 통해 연말에는 《골든디스크》 음반 부문 본상을 수상하기도 하였다.

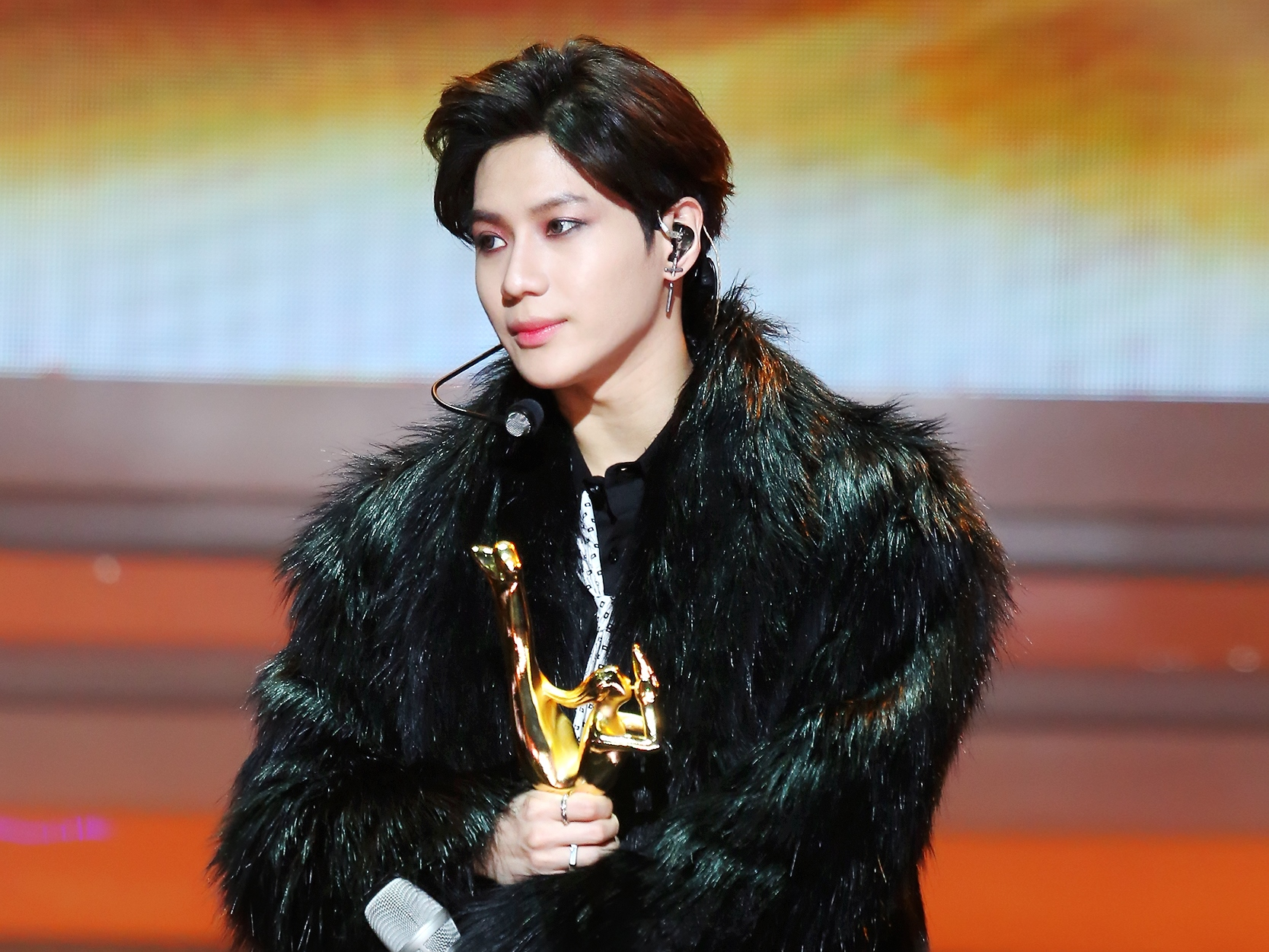
2015년 골든 디스크 어워드에서 태민

같은 해 7월, 일본에서 미니앨범 1집 《さよならひとり (Sayonara Hitori)》를 발표하면서 솔로 데뷔를 했다. 일본 음반 차트 ‘오리콘 차트’에 3위로 이름을 올리며 성공적인 데뷔를 했다. 한국에서의 솔로 가수 태민의 모습과는 다르게 동양적인 색채가 강하며 감성적인 피아노 선율과 격렬한 EDM 비트가 섞인 음악을 선보였다. 한국에서는 Mnet 《힛 더 스테이지》를 통해서 ‘さよならひとり (Sayonara Hitori)’의 한국어 번안 곡인 ‘Goodbye’로 무대를 보여주며 경연에서 1위라는 결과를 냈다. 이후 한국 음원 사이트에서 《さよならひとり (Sayonara Hitori)》 음원이 발매되었고 지상파 음악방송에서 특별무대를 보여주었다.

### 2017-현재: 첫 솔로 콘서트 개최, MOVE와 낮과 밤

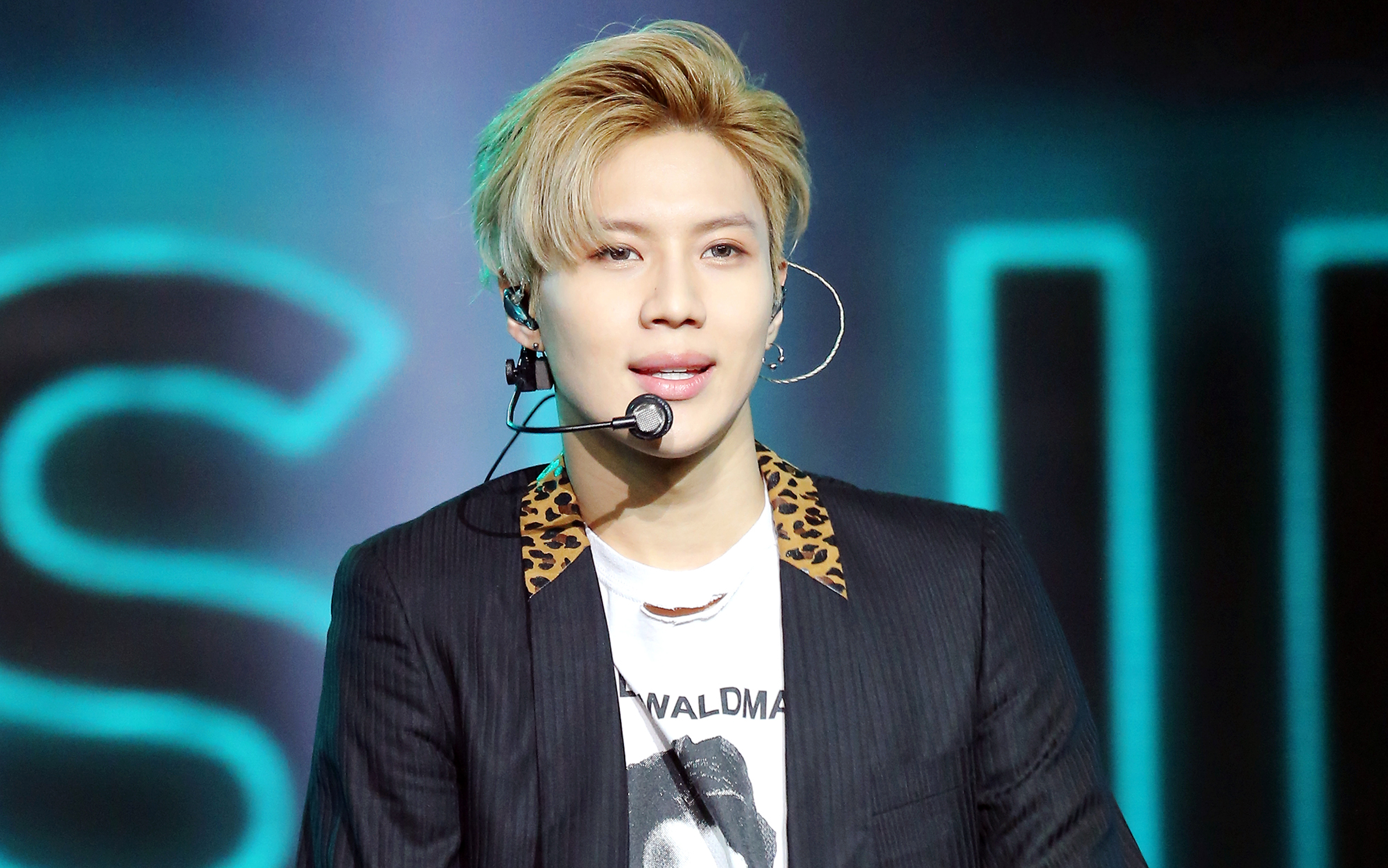
2016년 3월 28일 동방풍운방에서 태민

2017년 7월에 태민은 첫 솔로 콘서트 《TAEMIN THE 1st STAGE》를 일본 부도칸에서 이틀에 걸쳐 진행을 하였다. 기존의 솔로곡 무대를 포함해 7월 18일에 발매 예정인 두 번째 미니앨범 《Flame of Love》의 곡들도 선보였다. 앨범 발매 후, 일본 오리콘 데일리 앨범 차트 1위를 기록하며 계속적인 현지 팬들의 높은 관심을 받았다. 부도칸 공연 이후, 8월25일에서 27일 동안 올림픽공원 내 올림픽홀에서 한국에서의 첫 솔로 콘서트 《TAEMIN 1st SOLO CONCERT [OFF-SICK]》를 가졌다. 콘서트의 컨셉트는 지겨운 것들은 모두 'OFF', 색다른 무대 위 태민의 새로운 모습은 ‘ON’이라는 의미를 가지고 있다. 2017년 9월에 그는 일본에서 《파이널라이프 - 내일, 너가 사라져도》라는 드라마로 배우 데뷔를 하게 된다. 미국에서 명문의대를 졸업할 정도로 명석한 두뇌를 가진 성시온 역을 맡게 되면서 2009년 《태희 혜교 지현이》 이후, 8년 만에 두 번째로 정식 연기를 보여주었다. 2017년 8월에 열렸던 《TAEMIN 1st SOLO CONCERT [OFF-SICK]》의 대미를 장식하는 공연으로 《TAEMIN 1st SOLO CONCERT ‘OFF-SICK-on track》가 10월 14일과 15일에 잠실 실내체육관에서 진행이 되었다. 이 공연에서는 새롭게 발매될 컴백 타이틀곡 '무브'를 비롯하여 수록곡까지 선공개를 하여 뜨거운 관심을 모았다. 또한, 일본 요코하마 아레나와 코베 월드 기념홀을 통해서 OFF-SICK-on track 콘서트를 해외에서도 개최하였다.

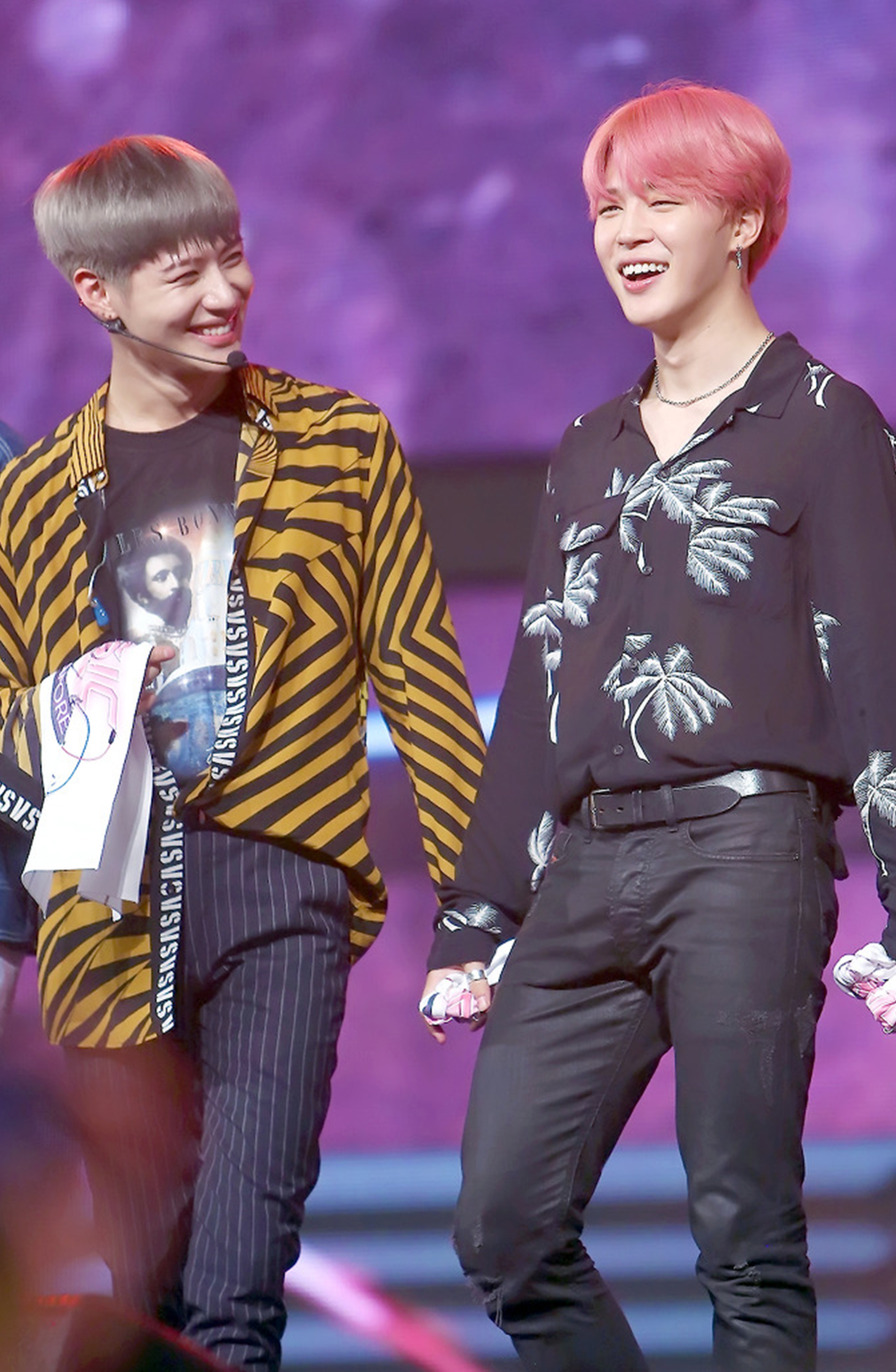
2017 뮤직뱅크 싱가포르에서 BTS 지민과 함께 있는 태민

태민은 한국에서 8월 컴백을 바라보고 있었으나 완성도 높은 결과물을 위해 일정을 미루게 되었다. 그로부터 2개월 후 10월 16일, 두 번째 정규앨범 《MOVE》로 1년 8개월 만에 컴백을 했다. 발매된 음반은 한터차트, 신나라레코드 등 국내 음반 차트 일간 1위에 올랐으며 핀란드, 페루, 일본 등 12개국 아이튠즈 종합 앨범 차트 1위를 차지했다. 미국 NBC 방송의 간판 뉴스 프로그램 《투데이 쇼 라이브》에서 그의 솔로 앨범 활동에 대해 조명했다. 그들은 케이팝의 마이클잭슨이라면서 태민의 퍼포먼스를 극찬하였다. 또한, ‘무브’를 들으면 자신도 모르게 치명적인 눈빛과 행동을 하게 된다는 ‘무브병’을 신조어를 만들어내 새로운 돌풍을 불어넣기도 했다. 태민은 《아이돌 리부팅 프로젝트 더 유닛》에 선배 군단으로 합류하여 멘토의 역할을 맡게 되었다. 참가자들의 부족한 점을 정확하게 짚어내고 그들에게 자신의 조언을 아낌없이 해주면서 진정성 있는 멘토의 모습을 보여주었다. 2017년 12월에는 정규앨범 2집 《MOVE》의 리팩키지 앨범 《MOVE-ing》가 발매되었다. 원래 이전 앨범에 수록 되어 있던 곡인 ‘최면’을 밴드 버전으로 편곡해 타이틀곡으로 사용하려 했지만 새로 선보이는 곡이 아니기 때문에 타이틀곡에서 제외되었고 ‘I'm crying’도 타이틀 곡으로 선정이 되었다가 제외되었다. 결국 3번의 번복을 통해 ‘낮과 밤’이 타이틀곡으로 선정되었다. 타이틀곡 ‘낮과 밤’은 태민의 작사, 작곡을 통해 만들어진 곡이며 기타소리가 인상적인 발라드곡이다. 이후, 《하이원 서울가요대상》 하이원 인기상을 받으며 변함없는 인기를 보여주었다.

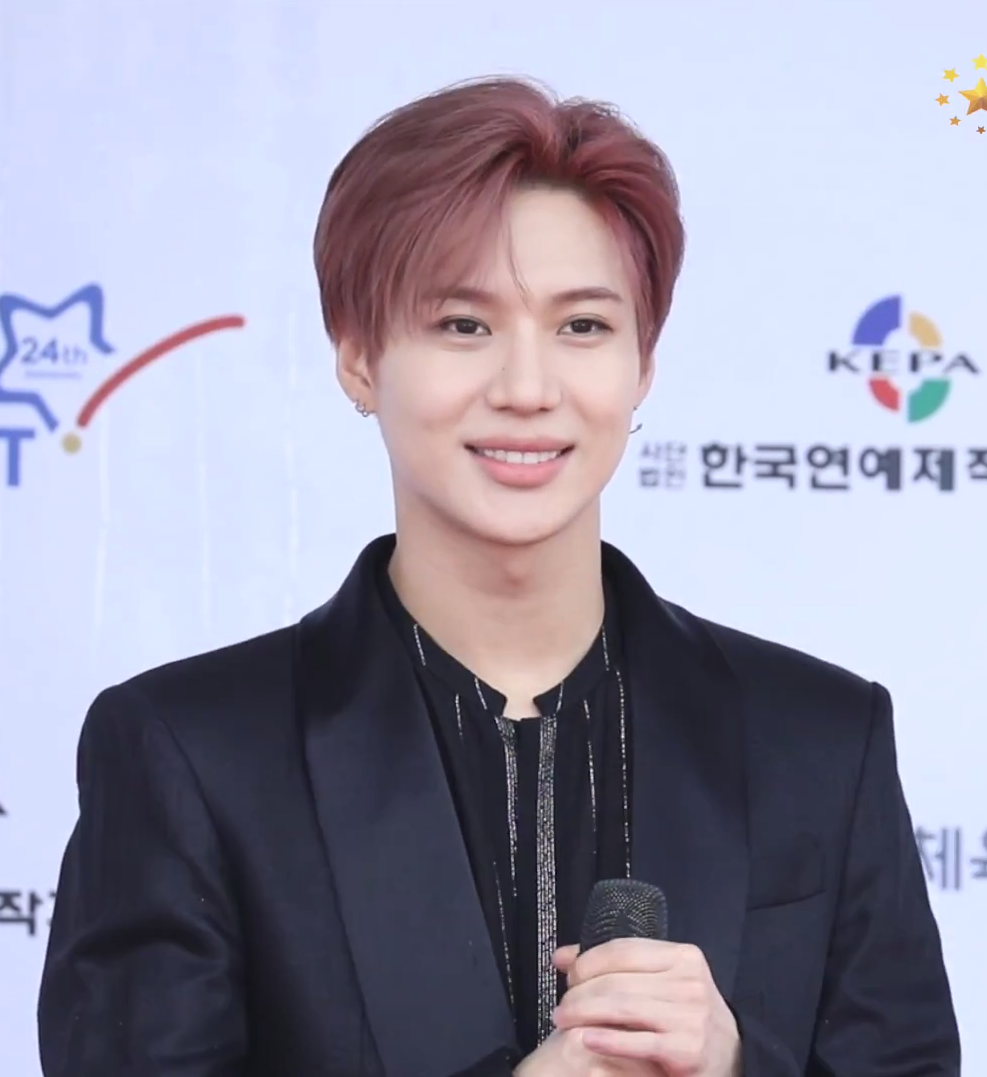
2018년 5월 12일 드림콘서트에서 태민

2018년 기준으로, 태민은 JTBC4에서 방영하는 《WHYNOT-더 댄서》를 통해 무대 위에서 춤을 추는 퍼포머가 아닌 댄스 디렉터로서의 새로운 모습을 선보이고 있다.

### 음악 스타일과 평가
태민은 연습생 시절, 변성기라는 이유로 노래 수업을 제대로 받지 못하고 청강만 했다. 그로 인해 데뷔 후에 그의 파트는 찾아보기 힘들었고 다른 멤버의 코러스 역할을 하는 정도였다. 그는 노래 실력을 늘리기 위해 잠자는 시간을 줄여서 연습하기도 했고 방송에서 한 소절을 부르려고 4만 번의 연습을 했다고 한다. 피나는 노력 끝에 태민은 성장해 있었고 솔로 가수로서의 경력을 쌓아가기 시작한다. 태민의 첫 솔로 앨범 《ACE》는 일렉트로 댄스 음악, R&B 등의 장르들로 구성되어 있어 샤이니의 음악과는 다른 색의 음악을 내보였다. 그는 자신의 음악이 샤이니의 음악보다는 어둡고 진한 느낌이기 때문에 그 섹시함이 눈빛으로 전달되거나 자연스럽게 느껴지도록 표현한다고 했다. 《Press It》에서는 어반 팝 댄스 음악, R&B, 레트로 등으로, 《MOVE》에서는 PB R&B, 일렉트릭 팝 등으로 구성되어 있다. 그래서 강렬하거나 리드미컬하고 혹은 몽환적인 느낌의 다양한 음악을 시도하며 음악의 무한한 가능성을 보여주고 있다.

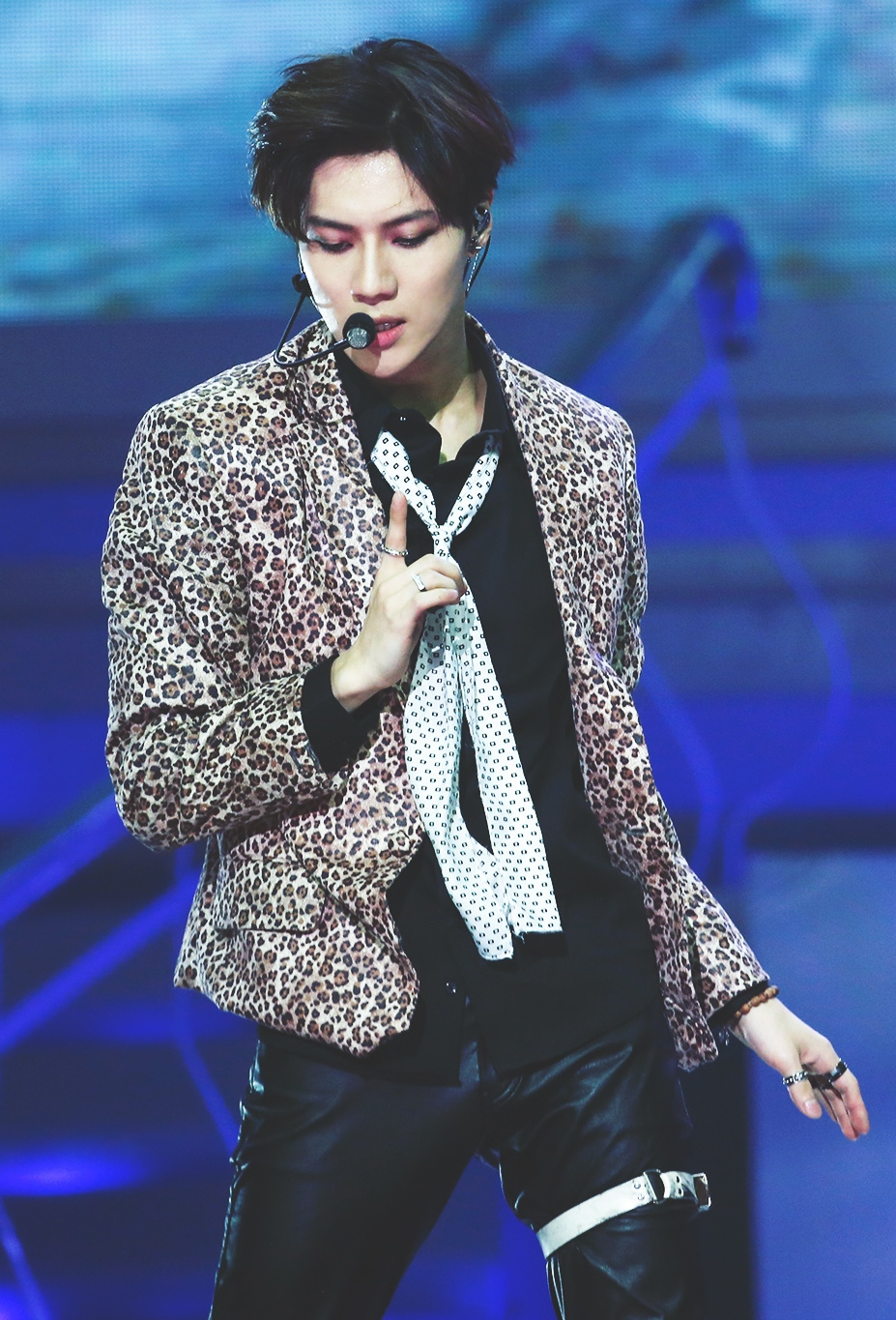
2015년 골든 디스크 어워드에서 태민

이에 평론가들은 태민은 곡과 보컬, 퍼포먼스의 3박자가 고루 이루어져 있으며, 남자 솔로 댄스 가수를 찾아보기 힘든 시대에 남자 솔로 퍼포머로 존재감을 발휘하고 있다고 말했다. NBC에서 태민은 아티스트라는 건 그저 직업이 아닌 천직이라는 게 느껴지게 하는 사람이라고 말하며 그의 퍼포머에 대해서 극찬을 했다. 동료 가수들에게도 태민의 언급이 많이 되었다. 비는 프로듀싱을 같이 하고 싶은 사람으로 태민을 뽑았으며, 안형섭은 서울 패션위크에서의 무브 무대를 보고 멋있어서 소름이 돋았다고 말하였다. 이 외에도 SF9 찬희, NCT 텐, NCT 해찬 등이 태민이 롤모델이라고 언급했다.

### 학력
- 서울신학초등학교 (졸업)
- 청담중학교 (졸업)
- 한림연예예술고등학교 뮤지컬과 (졸업)
- 명지대학교 영화뮤지컬학부 (학사)